# Botafogo FR
Botafogo de Futebol e Regatas is een Braziliaanse sportvereniging uit Rio de Janeiro, met name bekend als voetbalclub. De naam Botafogo betekent "hij die het vuur ontsteekt" en is ook de naam van een wijk (bairro) in Rio. Het symbool van de club is de eenzame ster, in zwart en wit. Botafogo voetbalt in de Campeonato Brasileiro om het kampioenschap van Brazilië en in de Campeonato Carioca om het kampioenschap van de staat Rio de Janeiro.

## Geschiedenis

### CR Botafogo
In 1891 werd de roeivereniging Grupo de Regatas Botafogo opgericht, enkele leden behoorden toe aan het vroegere Clube Guanabarense, dat al in 1874 het levenslicht zag. Na de Marineopstand werd de club verboden. Op 1 juli 1894 werd dan Clube de Regatas Botafogo gesticht. In 1899 won de club alle 22 races van de competitie en werd kampioen. De club had zwart-witte clubkleuren.
Op 25 oktober 1903 begonnen de roeiatleten ook met voetbal. Er werd een vriendschappelijke wedstrijd gespeeld tegen de roeiers van Flamengo op het veld van Paysandu. Flamengo gaf hen een veeg uit de pan: 5-1.

### Botafogo FC
Op 12 augustus 1904 werd een nieuwe club opgericht Electro Club. Ook hiervan waren de clubkleuren zwart en wit, het logo werd een 'BFC'-monogram. De clubkleuren werden overgenomen van de Italiaanse club Juventus FC. Op 18 september werd besloten om de naam van de club te wijzigen in Botafogo Football Club, met een duidelijke verwijzing naar de wijk waarvan ze afkomstig waren. De eerste vriendschappelijke wedstrijd van het team vond plaats op 2 oktober 1904 tegen Football and Athletic Club en eindigde in een 3-0 nederlaag.
In 1906 kwam er een eerste georganiseerde competitie in de stad, het Campeonato Carioca, parralel hiermee werd dat jaar ook de Taça Caxambu gespeeld, voor de tweede elftallen van de clubs. Fluminense werd autoritair kampioen, Botafogo werd slechts vierde. In de Taça Caxambu kon Botafogo wel de titel binnen halen. Een jaar later kwam er al een zware controverse in de competitie. Zowel Botafogo als Fluminense stonden na zes speelden aan de leiding, maar in de reglementen was hiervoor nog geen oplossing voorzien. Omdat Fluminense een beter doelsaldo had riep het zichzelf uit tot kampioen, Botafogo stelde voor om een beslissende wedstrijd te spelen, wat Fluminense weigerde. Dit zorgde voor jarenlang getouwtrek tussen beide clubs en bijna negentig jaar later, in 1996, oordeelde de voetbalbond dat beide clubs dat jaar kampioen waren. De volgende twee seizoenen moest Botafogo telkens zijn meerdere erkennen in Fluminense. Op 30 mei 1909 won de club wel met 24-0 van Mangueira. Gilbert Hime scoorde negen keer in deze wedstrijd en Flávio Ramos zeven keer. Tot op heden is dit de grootste overwinning ooit in een officiële wedstrijd in de Braziliaanse voetbalgeschiedenis.
In 1910 keerde hij tij. Hoewel de openigswedstrijd met 4-1 verloren werd van America, walste de club de volgende wedstrijden over iedereen heen, Riachuelo werd met 1-15 verslagen en aan het einde van de competitie had de club 66 keer gescoorde op tien wedstrijden en kregen ze maar negen goals binnen, waarvan vier in de eerste wedstrijd. De club hield er de bijnaam O Glorioso aan over. Het volgende seizoen begon de club met twee overwinningen, maar bij de derde wedstrijd tegen America liep het mis en de wedstrijd eindigde in een vechtpartij, waarop Botafogo zich zelfs terugtrok uit de competitie. Botafogo richtte zelfs een nieuwe voetbalbond op de Associação de Football do Rio de Janeiro, die een eigen competitie organiseerde. Aan de competitie namen minder sterke teams deel en Botafogo werd kampioen, wel maar met één punt voorsprong op SC Americano. Beide competities van dat jaar worden als een officieel kampioenschap beschouwd. Na dit seizoen fuseerden de beide bonden en kwam er in 1913 weer één competitie, waar de club vicekampioen werd achter America. Op 13 mei van dat jaar nam de club het nieuwe stadion Estádio de General Severiano in gebruik. Mimi Sodré scoorde het eerste doelpunt in het nieuwe stadion.
Er brak nu een periode van grote droogte aan zonder titels. In 1923 werd de club zelfs laatste en moest om het behoud spelen tegen Villa Isabel. In 1927 keerde spits Nilo terug naar de club en scoorde dat jaar 30 goals en was zo topschutter, al bracht hen dat maar de gedeelde vierde plaats op. In 1930 werd de club opnieuw kampioen, mede dankzij de sterspelers Nilo en Carvalho Leite. Van 1931 tot 1935 werd hij vier keer op rij kampioen. Door dit succes werden in 1934 maar liefst negen spelers opgeroepen voor het WK in Italië, Carvalho Leite, Waldyr, Áttila, Canalli, Ariel, Martim Silveira, Octacílio en de doelmannen Germano en Pedrosa. In 1940 kwam er een nieuw clubidool, Heleno de Freitas, die de afgod Carvalho Leite moest vervangen, hij speelde acht jaar voor Botafogo.

### Fusie
Behalve de wijk, de kleuren en de naam deelden de roeiclub en de voetbalclub ook de supporters. Op 8 december 1942 fuseerden de clubs dan ook. Mogelijk enigszins geromantiseerd, maar het verhaal van de fusie is als volgt. Tijdens een basketbalwedstrijd tussen de twee Botafogo's overleed speler Armando Albano. De voorzitter van de Regatas staakte de wedstrijd, waardoor Albano postuum de voorsprong in een overwinning kreeg. De voorzitter van de Football Club zei vervolgens, dat er voortaan maar één winnaar kon zijn: Botafogo. Dit werd dus Botafogo de Futebol e Regatas. De badge kreeg de Ster van de Regatas en verloor dus het krullerige BFC. De badge mag statutair nooit veranderd worden. De roeiers houden het zwarte pak, de voetballers behielden het verticaal gestreepte zwart-witte shirt met zwarte broek.

### Botafogo FR

#### Campeonato Carioca
De fusieclub telde enkele grote spelers zoals Gérson dos Santos, Zezé Procópio, Sarno, Paulo Tovar, Heleno de Freitas en Tim, maar kon toch pas in 1948 de volgende staatstitel pakken nadat de vier voorgaande jaren de club telkens tweede was geworden. De titelstrijd dat jaar was ongemeen spannend, Botafogo en Vasco da Gama stonden met 34 punten aan de leiding één speeldag voor het einde en de clubs moesten op de laatste speeldag tegen elkaar. Botafogo won met 3-1 en werd zo kampioen. Het was de eerste titel die de club pakte met Nílton Santos, die zou uitgroeien tot een voetballegende. In 1951 won de club de laatste editie van het Torneio Municipal. In de jaren vijftig speelden er enkele sterspelers bij de club. Naast Nílton Santos en Garrincha, die beschouwd worden als de beste spelers ooit op hun positie, speelden ook Didi, Mário Zagallo, Quarentinha, Amarildo en Manga voor de club. In deze tijd maakte de club ook vaak reizen door Noord-Amerika en Europa om daar tegen clubs te spelen. Zo speelde de club ook tegen de Nederlandse clubs Willem II, Feyenoord Rotterdam en Fortuna 54.
In 1957 stond voor de laatste speeldag Fluminense aan de leiding gevolgd door Botafogo op één punt en Flamengo op twee punten. Botafogo en Fluminensen konden de titel onderling uitmaken en Botafogo won met maar liefst 6-2, dankzij vijf goals van Paulinho Valentim. In 1958 was de club hofleverancier voor de nationale selectie waarin sterkhouders Didi, Garrincha en Nílton Santos de wereldtitel voor het eerst veroverden. Vier jaar later speelden zelfs vijf spelers bij het team dat opnieuw de wereldtitel won. In het Torneio Rio-São Paulo kon de club meestal niet overtuigen, maar vanaf 1960 ging het beter met twee tweede plaatsen op rij en zelfs een titel in 1962. In 1961 en 1962 won de club ook de staatstitel. In dat tweede jaar was het nochtans Flamengo dat de beste kaarten had en voor de laatste speeldag 1 punt meer telde dan Botafogo. Het lot bepaalde dat beide clubs zich troffen op deze laatste speeldag en dankzij twee goals van Garrincha won Botafogo de wedstrijd en de titel. In 1964 en 1966 won de club opnieuw het Torneio, hierna werd dit afgevoerd en vervangen door een nationaal toernooi. In 1967 won de club de staatstitel. Op de laatste speeldag speelde de club tegen rechtstreekse concurrent Bangu, dat één punt meer telde. Botafogo won dankzij een doelpunt van onder anderen Gérson de Oliveira Nunes en wipte over Bangu naar de titel. In 1968 werd de titel verlengd, niemand zou weten dat het nog 21 jaar zou duren vooraleer de volgende titel zou komen.
In 1971 troffen Botafogo en Fluminense zich op de laatste speeldag, de winnaar zou kampioen worden. In de 87ste minuut scoorde Lula voor meer dan 140.000 toeschouwers het winnende doelpunt voor Fluminense. De rest van de jaren zeventig eindigde de club, met uitzondering van seizoen 1975, steevast op de vierde plaats in de staatscompetitie. De jaren tachtig brachten geen beterschap en de club begon zelfs buiten de top vier te vallen. In 1989 en 1990 ging het eindelijk weer crescendo met twee opeenvolgende titels. In 1989 speelde de club de finale tegen het Flamengo van Zico en Bebeto. Na een 0-0 in de eerste wedstrijd scoorde Maurício de 1-0 voor Botafogo in de terugwedstrijd. Botafogo won zo na 21 jaar nog eens een titel en dat op 21 juni bij een temparatuur van 21 graden. Het jaarop won de club opnieuw de titel al werd deze fel gecontesteerd door Vasco da Gama. Vasco en Fluminense hadden de Taça Guanabara en Taça Rio gewonnen, maar omdat Botafogo over beide toernooien gespreid de meeste punten had mocht ook deze club naar de eindronde en zelfs meteen naar de finale. Vasco zetten Fluminense opzij en verloor dan dankzij een goal van Carlos Alberto Dias waarop Botafogo zichzelf tot kampioen uitriep. Vasco vroeger echter om nog een extra wedstrijd omdat beide clubs één keer gewonnen hadden in de eindstrijd maar Botafogo weigerde dit pertinent waarop Vasco zichzelf dan tot kampioen uitriep. In augustus van dat jaar werd Botafogo door de bond officieel als kampioen aangeduid.
Een volgende titel kwam er in 1997. Nadat de club twee van de drie toernooien gewonnen had kwamen ze met een bonus van vier punten in de finale tegen Vasco. Beide clubs wonnen één keer waardoor Botafogo kampioen werd. De volgende jaren waren tegenvallend met zelfs geen plaats in de top vijf. In 1998 won de club wel het Torneio Rio-São Paulo, dat een jaar eerder heringevoerd was. In het Campeonato Carioca bleef de club eerder met tegenvallende resultaten zitten. In 2006 plaatste de club zich nog eens voor de finale, en dat tegen kleinere club Madureira, waar de titel tegen gewonnen werd. Ook het volgende seizoen stond de club in de finale, nu tegen Flamengo. Beide wedstrijden eindigden in een gelijkspel en hoewel Botafogo een betere campagne in de competitie kon voorleggen werden er strafschoppen genomen die Flamengo won. Het jaar erop trof de club dezelfde tegenstander die nu beide wedstrijden won. Ook in 209 wist Flamengo in de finale na strafschoppen te winnen van Botafogo. In 2010 kon er niets misgaan in de finale omdat deze simpelweg niet gespeeld moest worden nadat Botafogo zowel de Taça Guanabara als de Taça Rio won. Na een derde plaatst stond de club in 2012 weer in de finale, nu tegen Fluminense, dat in twee wedstrijden afstand kon nemen van Botafogo. In 2013 won de club opnieuw beide toernooien waardoor de titel vroegtijdig binnen was. Het volgende seizoen eindigde de club op een teleurstellende negende plaats, een slechte voorbode voor het Série A seizoen van dat jaar dat de club met een degradatie afsloot. In 2015 herpakte de club zich en speelde de finale, die het verloor, van Vasco da Gama.

#### Nationaal niveau
Vanaf 1959 werd er voor het eerst een landskampioenschap georganiseerd, de Taça Brasil, waaraan de staatskampioenen mochten deelnemen. Door de staatstitels van 1961 en 1962 mocht Botafogo in 1962 en 1963 deelnemen. Bij de eerste deelname mocht Botafogo meteen starten in de halve finale, waar Internacional uitgeschakeld werd, waardoor de club zich plaatste voor de finale tegen de regerende landskampioen Santos, de ploeg van Pelé. In de eerste wedstrijd won Santos met 4-3 met onder meer doelpunten van andere sterspelers Dorval, Coutinho en Pepe. Voor Botafogo scoorden Quarentinha, Amoroso en Amarildo. In de tweede wedstrijd in het Maracanã won Botafogo met 3-1 voor meer dan 100.000 toeschouwers. Twee dagen later werd opnieuw in Rio de derde beslissende wedstrijd gespeeld. Dorval, Coutinho, Pepe en Pelé walsten over de club heen en wonnen met 0-5. Het volgende seizoen werd de club meteen uitgeschakeld door Bahia. Dat jaar mocht de club wel deelnemen aan de Copa Libertadores 1963 omdat het de vicekampioen was. In een groep met Alianza Lima en Millonarios werd de club groepswinnaar zonder een punt af te staan. In de halve finale moest de club zijn meerdere erkennen in landgenoot Santos, dat later ook de kampioen werd en ook de wereldbeker binnen haalde.
De volgende deelname aan de Taça kwam er pas in 1968. Nadat Metropol en Cruzeiro opzij gezet werden speelde de club de finale tegen Fortaleza. Na een gelijkspel in Fortaleza won de club de terugwedstrijd met 4-0 en werd zo voor het eerst landskampioen. Tevens was Botafogo de eerste club uit Rio die deze titel kon veroveren. In deze tijd had de club ook heel wat sterren in de garelen lopen met Jairzinho, Gérson, Paulo César Caju, Rogério, Roberto Miranda, Leônidas en Carlos Roberto. Er kwam geen internationaal vervolgstuk omdat Brazilië in 1969 geen teams stuurde naar de Copa Libertadores.
Een jaar eerder, in 1967 werd het Torneio Roberto Gomes Pedrosa opgezet. Een uitbreiding van het Torneio Rio-São Paulo met ook nog clubs uit andere staatscompetities. Ook dit toernooi leverde net als de Taça een landskampioen, maar niet alle staatskampioenen mochten hieraan deelnemen en de grootste staatscompetities (Rio en São Paulo) mochten elk vijf clubs sturen. In het eerste seizoen eindigde Botafogo op de voorlaatste plaats. In 1968, het jaar dat ze de Taça wonnen bracht de club ook geen succes in het Torneio Roberto Gomes Pedrosa. Het volgende seizoen wist de club zich wel bij de laatste vier te scharen, maar werd in de tweede groepsfase dan laatste. In het vierde en laatste seizoen kwam de club in de groepsfase één puntje te kort om door te stoten naar de tweede ronde.
In 1971 werd de huidige competitie opgericht, in de beginjaren waren opnieuw alle staatskampioenen vertegenwoordigd aangevuld met de topploegen van de grootste competities. In het eerste seizoen plaatste Botafogo zich net voor de tweede fase, waar ze groepswinnaar werden en zich zo plaatsten voor de superfinale met Atlético Mineiro en São Paulo, hier verloor de club echter beide wedstrijden. Het volgende seizoen werd de eindstrijd met vier clubs gespeeld in knockout-fase. Botafogo wist zich hiervoor te plaatsen en schakelde dan Corinthians uit en plaatste zich voor de finale tegen Palmeiras. Het bleef 0-0, maar de regel dat jaar was dat de club met het beste resultaat in de competitie dan won en zo kreeg Palmeiras de titel toegewezen. Door de vicetitel mocht de club wel het jaar erop deelnemen aan de Copa Libertadores, waar ze samen met Palmeiras eerste eindigden in de groepsfase, er kwam een barragewedstrijd die Botafogo won met 2-1. In de tweede groepsfase met Colo-Colo en Cerro Porteño werd de club echter laatste. De volgende jaren vielen de resultaten eerder tegen. Er liepen ook minder grote sterren rond als voorheen al had de club evenzeer nog kwaliteit in huis met spelers als Marinho Chagas, Wendell, Dirceu, Mendonça, Nílson Dias, Fischer, Gil, Rodrigues Neto, Paulo Sérgio, Dé, Alemão en Josimar. De rest van de jaren zeventig liet de club zich enkel nog in 1977 opmerken toen de halve finale om de titel gemist werd door een slechter doelsaldo dan Atlético Mineiro.
In 1981 en 1989 eindigde de club bij de laatste vier, de andere resultaten in de jaren tachtig waren eerder tegenvallend. In 1992 wist de club zich te plaatsen voor de finale tegen Flamengo, die de club echter verloor. In de tweede wedstrijd van de finale daagden maar liefst 122.000 toeschouwers op. Het volgende seizoen mocht de club deelnemen aan de Copa CONMEBOL en bereikte de finale tegen het Uruguayaanse Peñarol, die het na strafschoppen won. Als titelverdediger mocht de club het jaar erop opnieuw deelnemen, maar werd al meteen uitgeschakeld door het Venezolaanse Minervén. In de Recopa Sudmamericana verloor de club van São Paulo.
In 1995 bereikte de club de knockout-fase om de titel en verschalkte daar Cruzeiro en plaatste zich voor de finale tegen Santos. Dankzij goals van Wilson Gottardo en Túlio kon de club landskampioen worden. Enkele andere sterkhouders dat jaar waren Gonçalves, Donizete, Sérgio Manoel, en Wágner. Door de titel mocht de club deelnemen aan de Copa Libertadores, waar de club derde werd in de groepsfase, maar evenzeer doorstootte naar de tweede ronde, waar ze eruit gingen tegen Grêmio. De volgende jaren kon de club slechts één keer de top tien bereiken en eindigde veelal in de lagere middenmoot. In 1999 speelde de club wel de finale van de Copa do Brasil, die ze verloren van Juventude. In 2002 eindigde de club op een troosteloze 26ste en laatste plaats. Rio moest nu met drie clubs verder het volgende seizoen, maar de stad São Paulo verloor met Palmeiras en Portuguesa zelfs twee clubs in de Série A.
Het volgende seizoen in de Série B eindigde de club tweede achter Palmeiras en mocht zo meteen terugkeren naar de elite. De terugkeer had van korte duur kunnen zijn, want de club eindigde slechts één puntje boven de degradatiezone. De volgende jaren eindigde de club in de middenmoot en plaatste zich enkele keren op rij voor de Copa Sudamericana, maar kon daar nooit potten breken. In 2013 eindigde de club op een puike vierde plaats terwijl de stadsrivalen Fluminense en Flamengo net boven de degradatiezone eindigden en Vasco da Gama zelfs degradeerde. De club mocht deelnemen aan de Copa Libertadores 2014 maar sneuvelde al in de groepsfase. In de competitie kon de club het succes van het voorgaande jaar niet doortrekken en degradeerde zelfs voor de tweede keer uit de Série A. In 2015 werd de club kampioen van de Série B. Bij de terugkeer werd vijfde en bereikte het daaropvolgende jaar de kwartfinales van de Copa Libertadores. Na twee plaatsen in de middenmoot ging het weer bergaf en in 2020 werd de club laatste. Een jaar later werd de club kampioen en keerde terug op het hoogste niveau. In 2023 stond de club vanaf de derde speeldag aan de leiding en bouwde een grote voorsprong uit op de concurrentie, maar aan het einde van het seizoen verloor de club veel punten en op de 34ste speeldag verloren ze de leiding en uiteindelijk werden ze pas vijfde.
In 2024 speelde de club snel mee in de subtop en nam op de 16e speeldag de leiding over en bleef nagenoeg het verdere seizoen aan de leiding. Tegen het einde van het seizoen speelde de club een aantal keer gelijk en leek zich een gelijkaardig scenario te voltrekken als het voorgaande jaar. Op de 35ste speeldag nam Palmeiras de leiding over, maar één speeldag later won Botafogo van Palmeiras en won ook de laatste twee wedstrijden waardoor ze eindelijk weer kampioen werden. Een week eerder won de club ook voor het eerst de Copa Libertadores.

### Winst van de Copa Libertadores
Op 30 november 2024 wist Botafogo voor het eerst in de clubhistorie de Copa Libertadores te winnen, nadat de finale met 1-3 werd gewonnen van Atlético Mineiro.

## Speellocaties
De thuiswedstrijden worden niet in de wijk Botafogo gespeeld. Daar bevindt zich wel het trainingscomplex en de zetel van de club: General Severiano. Botafogo speelt sinds 2009 in het Estádio João Havelange in de wijk Engenho Dentro, in de volksmond wel Engenhão genoemd. Dit stadion werd gebouwd voor de Pan-Amerikaanse Spelen van juli 2007 in Rio de Janeiro en biedt plaats aan 45.000 bezoekers. Stadsderby's worden ook wel gespeeld in het gerenoveerde Maracanã met 95.000 plaatsen.

## Erelijst

### Continentaal
- CONMEBOL Libertadores: 2024 (1x)
- Copa CONMEBOL: 1993 (1x)

### Nationaal
- Campeonato Brasileiro Série A: 1968, 1995, 2024 (3x)
- Campeonato Brasileiro Série B: 2015 (1x)
- Torneio Rio-São Paulo: 1962, 1964, 1966, 1998 (4x)
- Campeonato Carioca: 1907, 1910, 1912, 1930, 1932, 1933, 1934, 1935, 1948, 1957, 1961, 1962, 1967, 1968, 1989, 1990, 1996, 1997, 2006, 2010, 2013 (21x)
- Taça Guanabara: 1967, 1968, 1997, 2006, 2009, 2010, 2013 (7x)
- Taça Rio de Janeiro: 1989, 1997, 2007, 2008, 2010, 2013 (6x)
- Torneio Municipal: 1951 (1x)
- Taça Cidade Maravilhosa: 1996 (1x)

## Bekende (oud-)Glorioso

### Spelers
- Amarildo
- Bebeto
- Marinho Chagas
- Cicinho
- Clarence Seedorf
- Didi
- Dória
- Maurício
- Paulo Cézar Caju
- Mendonça
- Ferretti
- Heleno de Freitas
- Mauro Galvão
- Garrincha
- Gérson
- Jairzinho
- Silvio Lagreca
- Carvalho Leite
- Manga
- Quarentinha
- Octávio
- Rodolfo Fischer
- Nílton Santos
- Sócrates
- Alex Telles
- Carlos Alberto Torres
- Mário Zagallo
- Nicolás Lodeiro
- Victor
- Vitinho
- Lúcio Flávio
- Caio Cambalhota
- Chagas Marinho

### Trainers
- Davide Ancelotti
- Luís Castro
- Cuca
- Levir Culpi
- Ramón Díaz
- Bruno Lage
- Oswaldo de Oliveira